# Peter Punk (telessérie)
Peter Punk é uma série de televisão infanto-juvenil, produzida pela Disney XD em parceria da Illusion Studios, e lançada em 2011. O primeiro trailer foi ao ar em fevereiro de 2011 na Disney Channel. Foi estrelada por Juan Ciancio, Gastón Vietto, Guido Pennelli, Franco Masini e Lucía Pecrul.

## Sinopse
A série gira em torno de Peter e sua banda, os "Rock Bones". Peter é um garoto que tem uma família fanaticamente adepta do punk, onde até o cachorrinho da família leva o nome do estilo musical. Porém, Peter gosta mesmo é de Rock e tenta mostrar isso para sua família, que não se conforma muito com a ideia, mas acaba aceitando. Sua banda "Rock Bones", é composta por cinco integrantes, sendo eles: Peter (baixo e vocal), Seba (Bateria), Mateus (Guitarra), Lola (Sonoplastia), e Ivan (Empresário). No decorrer da série, são narradas as loucas aventuras de Peter e seus amigos dos Rock Bones, na luta para se tornarem uma banda de sucesso.

## Canções da serie

### Rock Bones
- Família Punk
- Superrealidad
- Somos Invencibles
- ¿Como será el futuro?
- Es una sensación
- Este es mi lugar
- Amigos siempre
- Mi verdad
- No voy a cambiar
- Mi Perdición
- Mi Abuelo Me Contó
- Boys Don't Cry (Nunca apareceu na série.)
- Este Es Mi Lugar
- Verano ¿Por dónde hay que empezar?

(Música especial feita pelo lançamento de Phineas e Ferb através da segunda dimensão. Nunca apareceu na série.)
- Escupiendo a tu corazón

### Twin Pop
- Bum Bum Bum
- Burbujas
- Outras Cancões
- Dame Queso (paródia de Es una sensación) Tocada pelos Rat Bones
- Mi nombre es Andy Punk (paródia de Família Punk) Tocada pelos Punk Bones
- Justo a mi me toco ser Punk (paródia de Superrealidad) Tocada pelos Punk Bones

## Episódios

### 1.ª temporada: 2011
- Juan Ciancio, Gastón Vieto e Guido Pennelli estão presentes em todos os episódios

| #  | Título                                                | Estreias                                    |
| -- | ----------------------------------------------------- | ------------------------------------------- |
| 1  | "Uma Família Punk" "Una Família Punk"                 | 19 de Março de 2011 20 de junho de 2011     |
| 2  | "A fã" "La fan"                                       | 21 de Março de 2011                         |
| 3  | "Sapatos vermelhos" "Zapatos rojos"                   | 27 de Maio de 2011 21 de Junho de 2011      |
| 4  | "RockBones vs RockBones" "RockBones vs RockBones"     | 2011 21 de Junho de 2011                    |
| 5  | "A cena" "La cena"                                    | 2011 26 de Maio de 2011                     |
| 6  | "Procurando a miss P" "Em busca de miss P"            | 2011 26 de Março de 2011                    |
| 7  | "Lola Compositora" "Lola Compositora"                 | 2011 17 de Agosto de 2011                   |
| 8  | "Punkmorroidas Lá em Casa" "Hay Punkmorroidas Inicio" | 2011 25 de Março de 2011                    |
| 9  | "Empresário Subistituto" "Mánager Suplente"           | 2011                                        |
| 10 | "Punk Gelado" "Punk Helado"                           | 2011                                        |
| 11 | "A nova integrante" "La Nueva Integrante"             | 27 de Março de 2011                         |
| 12 | "Hip! Hip! Hip!" "Hip! Hip! Hip!"                     | 2011                                        |
| 13 | "Aniversário Punk" "Cumpleaños Punk"                  | 2011                                        |
| 14 | "Encontro Duplo" "Doble Cita"                         | 2011                                        |
| 15 | "Crime Pop" "El Crimen Pop"                           | 2011 28 de Março de 2011                    |
| 16 | "Casa de Campo" "Casa de Campo"                       | 2011                                        |
| 17 | "O Encarregado" "A Cargo"                             | 2011                                        |
| 18 | "Peter Pop" "Peter Pop"                               | 17 de Agosto de 2011 19 de Setembro de 2011 |
| 19 | "Punk Bones" "Punk Bones"                             | 17 de Agosto de 2011 20 de Setembro de 2011 |

### 2.ª temporada
| #  | Título                                                                                    | Estreias |
| -- | ----------------------------------------------------------------------------------------- | -------- |
| 1  | "Entre o Basquete e o Rock" "Entre el Básquet y el Rock"                                  | 2011     |
| 2  | "Lulú" "Lulú"                                                                             | 2011     |
| 3  | "custe oque custar" "Cueste lo que cuete"                                                 | 2011     |
| 4  | "cabeleireiro por um cabelo (com Dani Martins)" "Peluquero por un pelo(Con Dani Martins)" | 2011     |
| 5  | "conduzir" "El plomo"                                                                     | 2011     |
| 6  | "Romance Pop" "Romance Pop"                                                               | 2011     |
| 7  | "O Baixo" "El Bajo"                                                                       | 2011     |
| 8  | "O Duelo (com zeke & Luther)" "El Duelo (con Zeke y Luther)"                              | 2011     |
| 9  | "Mudança no papel" "Cambio de Rol"                                                        | 2011     |
| 10 | "O Treinador" "El Coach"                                                                  | 2011     |
| 11 | "Influencia Punk" "Influencia Punk"                                                       | 2011     |
| 12 | "Os Ratos de Esgoto" "Ratas de Alcantarilla"                                              | 2011     |
| 13 | "A Nota" "La Nota"                                                                        | 2011     |
| 14 | "O Primo de Punksilvania" "El Primo de Punksilvania"                                      | 2011     |
| 15 | "Adulto por fafor" "Adultos por favor"                                                    | 2011     |
| 16 | "E todos por um urso" "Y todo por un Osito"                                               | 2011     |
| 17 | "Um Natal diferente" "Una Navidad distinta"                                               | 2011     |

### 3.ª temporada
| # | Título                                      | Estreias                                    |
| - | ------------------------------------------- | ------------------------------------------- |
| 1 | "Macacos Namorados" "Monos de San Valentín" | 14 de fevereiro de 2012 20 de março de 2012 |

## Elenco e Personagens
| Personagem                     | Ator/Atriz             | Descrição |
| ------------------------------ | ---------------------- | --- |
| Peter González                 | Juan Ciancio           | É o protagonista da série, e um roqueiro cuja família é inteiramente Punk. É apaixonado por Evelyn. Apesar de não gostar de Pop, mantem uma amizade não confirmada com os Irmãos Twin Pop, Andy e Michael ( no episódio "Peter Pop", Peter acaba achando que é irmão de Andy e Michael apos sofrer uma terrível amnésia). |
| Lola Medina                    | Lucía Precul           | É técnica de som da banda mantém uma paixao secreta por peter e faz tudo pelos amigos |
| Ivan Rúiz                      | Franco Masini          | É empresário dos Rock Bones, só pensa em garotas e faz tudo isso pensando nelas e sempre que tem uma oportunidade, dá em cima de Lola. |
| Sebastian Goméz (Seba)         | Guido Pennelli         | O baterista dos Rock Bones, melhor amigo de Peter e muito esperto. |
| Mateus Rojas (Mateo)           | Gastón Vietto          | É o guitarrista da banda, e é muito inseguro de tudo.Mas apesar disso,é um ótimo amigo. |
| Victor González                | Leo Trento             | O pai de Paty, Peter e Joe, casado com sua antiga fã número 1 Nancy. E é o mais punk da família. Foi líder de uma antiga banda punk chamada "Punk Morróida" e é o dono de uma loja chamada "Central Punk". Mantém uma rivalidade com o King Pop, dono da Central Pop e pai de Andy e Michael. |
| Nancy González                 | Violeta Naón           | A mãe de Peter, Paty e Joe. Vive chamando Peter de bebê, o que o deixa muito envergonhado. faz tudo para ajudar os problemas dos filhos, apesar de na maioria das vezes piorando. |
| Paty González                  | Juana Barros           | Irmã mais nova de Peter e Joe, e é a mais punk da família (depois de seu pai). Vive implicando com Peter, mas o ajuda quando necessário. |
| Joe González                   | Lucas Verstraeten      | Irmão mais velho de Peter e Paty, só se preocupa consigo mesmo, e anda sempre com seu espelhinho da sorte. não gosta de Punk e acaba na, maioria das vezes, perseguido pelas fãs. |
| Ray González                   | Salo Pasik             | Avô de Peter, vive esquecendo das coisas, mas acaba lembrando mais tarde. Curiosidade no episódio "Quase Cabeleireiro" mostra que ele nunca terminou o ensino médio. |
| Os "Twin Pop" (Andy e Michael) | Brian e Joel Cazeneuve | Concorrentes diretos dos Rock Bones e sempre querem ser melhor que a banda de Peter, apesar de muitas das vezes, ajudando Peter em suas aventuras. Possuem um visual um tanto colorido, são brincalhões e um pouco ingênuos, tem uma paixão secreta pela produtora de audio dos Rock Bones Lola. Possuem uma loja chamada "Central Pop", que também é concorrente da loja do pai de Peter, a "Central Punk". (Ao final de "Peter Pop", quando Peter foi curado da amnésia que o fez pensar que era irmão deles, eles foram pegos no processo e passaram a pensar que são da família Punk. No episódio "Punk Bones", ainda sob essa amnésia, eles transformaram a banda Rock Bones em Punk Bones) |
| Evelyn Silva                   | Delfina Varni          | É uma menina de classe e toda sua família é o oposto do punk. Peter é apaixonado por ela, o que deixa Lola muito ciumenta". |

## Elenco de dublagem
| Personagem                | Dublador              |
| ------------------------- | --------------------- |
| Peter                     | Gustavo Pereira       |
| Paty                      | Helena Palomanes      |
| Joe                       | Thadeu Matos          |
| Seba                      | Alexandre Drummond    |
| Vic                       | Alexandre Moreno      |
| Nancy                     | Márcia Morelli        |
| Ray                       | Reinaldo Pereira      |
| Mateus                    | Thiago Passos         |
| Ivan                      | Luciano Monteiro      |
| Lola                      | Ana Elena Bittencourt |
| Twin Pop (Andy e Michael) | Rodrigo Antas         |
| King Pop                  | Luiz Carlos Persy     |

## Trilha sonora
Faixas
1. Super Realidad
2. Familia Punk
3. Mi Abuelo Me Contó
4. Mi Perdición
5. Es Una Sensacion
6. Este Es Mi Lugar
7. Somos Invencibles
8. Mi Verdad
9. Boys Don´t cry
10. Como Será El Futuro?
11. Amigos siempre
12. Somos Invencibles (Versão Acústica)
13. Somos Invencíveis (Versão Em Português de Somos Invencibles)